# Ведьма (альбом)
«Ведьма» — третий студийный полноформатный альбом российской фолк-метал-группы «Калевала», вышедший 13 ноября 2010 года. Песня «Улетай на крыльях ветра» является переработкой «Половецких плясок» из оперы А. П. Бородина «Князь Игорь».

## Об альбоме

### Запись
Запись альбома началась в августе 2010 года и велась на нескольких студиях. Барабаны были записаны на студии «Чёрный Обелиск» под руководством Владимира Ермакова, запись гитар, сессии вокала и аккордеона — на студии группы «Иван-царевич». Сведение альбома выполнено на студии CDM RECORDS (Moscow sound) Сергеем «Lazar» («Аркона», «Rossomahaar»).

### Релиз
В конце октября 2010 года был опубликован треклист альбома, а также немастерированная заглавная песня альбома.
Через несколько дней была обнародована обложка альбома, а на MySpace-странице группы была выложена для бесплатного ознакомления композиция «Ладушка».
13 ноября 2010 года альбом был выпущен на лейбле Sound Age Productions.
13 ноября 2010 года в Москве в клубе «X.O.» состоялась 2,5-часовая презентация альбома с участием приглашенных музыкантов, а 3 декабря — презентация в Санкт-Петербурге в клубе «Арктика».

## Список композиций
| №   | Название                  | Текст песни       | Музыка                                                         | Длительность |
| --- | ------------------------- | ----------------- | -------------------------------------------------------------- | ------------ |
| 1.  | «Ведьма»                  | Ксения Маркевич   | Ксения Маркевич, Никита Андриянов                              | 4:43         |
| 2.  | «Таусень-Рада»            | Ксения Маркевич   | Ксения Маркевич, Никита Андриянов                              | 3:34         |
| 3.  | «Воротись домой»          | Ксения Маркевич   | Ксения Маркевич, Никита Андриянов, Александр «Шмель» Швилёв    | 4:53         |
| 4.  | «Больше нечего терять»    | Ксения Маркевич   | Ксения Маркевич, Никита Андриянов                              | 4:51         |
| 5.  | «Сварожья ночь»           | Ксения Маркевич   | Ксения Маркевич, Никита Андриянов                              | 5:16         |
| 6.  | «Танец дикого ветра»      | Ксения Маркевич   | Ксения Маркевич, Никита Андриянов                              | 5:13         |
| 7.  | «Вода-река»               | Ксения Маркевич   | Ксения Маркевич, Никита Андриянов, Александр «Олень» Олейников | 4:12         |
| 8.  | «Так пела осень»          | Ксения Маркевич   | Ксения Маркевич, Никита Андриянов                              | 4:06         |
| 9.  | «Ладушка»                 | Ксения Маркевич   | Ксения Маркевич, Никита Андриянов                              | 3:44         |
| 10. | «Улетай на крыльях ветра» | Александр Бородин | Александр Бородин                                              | 4:25         |

| №   | Название         | Текст песни     | Музыка                            | Длительность |
| --- | ---------------- | --------------- | --------------------------------- | ------------ |
| 11. | «Долгой дорогой» | Ксения Маркевич | Ксения Маркевич, Никита Андриянов | 3:03         |

## Участники записи
- Ксения Маркевич — вокал
- Никита Андриянов — гитары, клавишные
- Александр «Олень» Олейников — аккордеон
- Александр «Шмель» Швилёв — бас, варган
- Кирилл «Кеша» Перов — барабаны
- Владимир «Волк» Решетников — галисийская волынка, вистл
- Кит Тихонс — блокфлейта
- Сергей «Лазарь» Атрашкевич — сведение, мастеринг
- Юлия «Сольвейг» Солуданова — дизайн
- Дмитрий «Змеелов» Саблин — художник
- Екатерина «Heleos» Журова — фото